# Ahmed Rashad
Ahmed Rashad (* 31. Oktober 1981) ist ein ägyptischer Radrennfahrer.
Ahmed Rashad wurde 2002 Zweiter der Gesamtwertung bei der Ägypten-Rundfahrt. In der Saison 2006 gewann er eine Etappe bei der Tour du Cameroun und wurde Dritter der Gesamtwertung. Außerdem war er auch auf einem Teilstück der Tour du Faso erfolgreich. Im nächsten Jahr gewann er zwei Etappen bei der Tour du Cameroun und eine Etappe bei der Tour of Libya. Bei der ägyptischen Meisterschaft wurde er sowohl Zeitfahrmeister als auch Straßenmeister.

## Erfolge
2006
- eine Etappe Tour du Cameroun
- eine Etappe Tour du Faso

2007
- zwei Etappen Tour du Cameroun
- eine Etappe Tour of Libya
- Ägyptischer Meister – Zeitfahren
- Ägyptischer Meister – Straßenrennen